# 伊丽莎白·盖斯凯尔

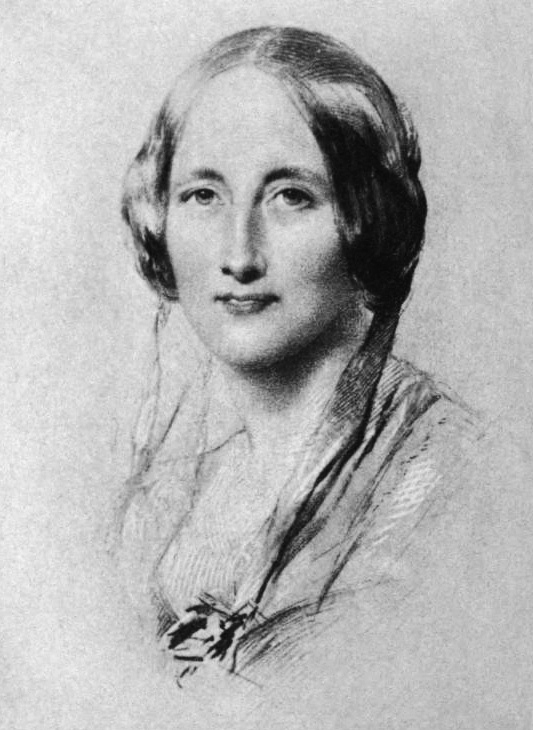
盖斯凯尔

伊丽莎白·盖斯凯尔（Elizabeth Cleghorn Gaskell，1810年9月29日—1865年11月12日），也称盖斯凯尔夫人，维多利亚时代的英国小说家。当时以哥特式的灵异小说闻名，之后的评论家则更推崇她的工业流派小说，主要写中等出身年轻女性的感情，也精细的描绘了当时英国社会不同阶层的生活。她为同时代的女作家夏绿蒂·勃朗特所作的传记也非常有名。

## 生平
盖斯凯尔生于切尔西，她有哥哥名約翰。她的母亲伊莱莎·赫兰（Eliza Holland）来自中部的显赫家族，1812年去世。她的父亲威廉·史蒂文生（William Stevenson）是一神教派的牧师，也是一位作家，后来再婚，再生一對子女。
伊丽莎白的童年主要在柴郡（Cheshire）度过。1832年在曼彻斯特，她嫁给了牧師威廉·盖斯凯尔，育有4個子女。曼彻斯特的工业氛围给了她写作工业派小说的灵感。
1850年她的第一部小说出版后，盖斯凯尔购买了曼彻斯特普利茅斯林84号的房子，一直居住到15年后去世为止。在此期间她交往的人包括狄更斯、夏洛蒂·勃朗特、音乐家查尔斯·哈雷（Charles Hallé）等。

## 作品

### 小说
- 《玛丽·巴顿》（Mary Barton）（1848）
- 《克蘭弗德》（Cranford）（1851-3）
- 《露絲》（Ruth）（1853）
- 《北与南》（North and South）（1854-5）
- Sylvia's Lovers （1863）
- Cousin Phillis （1864）
- 《妻子与女儿》（《锦绣佳人》）（Wives and Daughters）（1865）

### 作品集
- The Moorland Cottage （1850）
- The Old Nurse's Story （1852）
- Lizzie Leigh （1855）
- My Lady Ludlow （1859）
- Round the Sofa （1859）
- Lois the Witch （1861）
- A Dark Night's Work （1863）

### 短篇 （未结集）
- The Squire's Story （1853）
- Half a Life-time Ago （1855）
- An Accursed Race （1855）
- The Manchester Marriage （1858）, "A House to Let"的一章, 与查尔斯·狄更斯、Wilkie Collins, 及Adelaide Anne Procter合作完成。
- The Half-brothers （1859）
- The Grey Woman （1861）
- Christmas Storms and Sunshine

### 非小说作品
- 《夏洛蒂·勃朗特的生平》（The Life of Charlotte Bronte）（1857）

## 外部連結
- The Gaskell Society （页面存档备份，存于）
- Elizabeth Gaskell's House （页面存档备份，存于）
- Brook Street Unitarian Chapel and the Gaskell Grave （页面存档备份，存于）
- A Hyper-Concordance to the Works of Elizabeth Gaskell
- The Gaskell Web
- The Victorian Web （页面存档备份，存于）
- Works of Elizabeth Gaskell （页面存档备份，存于） at The University of Adelaide Libraries
- Elizabeth Cleghorn Gaskell的作品  - 古騰堡計劃
- Elizabeth Gaskell  - 古滕堡分布式校对（加拿大）
- 互联网档案馆中伊丽莎白·盖斯凯尔的作品或与之相关的作品
- 來自伊丽莎白·盖斯凯尔的LibriVox公共領域有聲讀物
- . 英国国家档案馆.
- The Visual Life of Elizabeth Gaskell
- Elizabeth Gaskell Manuscripts at the John Rylands Library, Manchester
- 在Find a Grave上的伊丽莎白·盖斯凯尔
- Elizabeth Gaskell （页面存档备份，存于） at the British Library
- . Radio 4 Great Lives. BBC. 20 May 2005  [2 July 2014]. （原始内容存档于2020-10-27）.
- Archival material at